# Aérodrome de Tamana
L'aérodrome de Tamana (code IATA : TMN • code OACI : NGTM) est un aérodrome situé à Tamana, aux Kiribati.
Il est desservi une fois par semaine de l'aérodrome de Tabiteuea-Nord, avec une escale à l'aérodrome d'Arorae.

## Situation
| Abaiang Abemama Aranuka Arorae Beru Bonriki Butaritari Canton Cassidy Kuria Maiana Makin Nonouti Tabiteuea-Nord Tabiteuea-Sud Tamana Teraina Tabuaeran Marakei Nikunau |